# Chiesa di San Daniele (Povegliano)
La chiesa di San Daniele è la parrocchiale di Povegliano, in provincia e diocesi di Treviso; fa parte del vicariato di Nervesa.

## Storia
Non si sa quando sorse la primitiva chiesa poveglianese, poi elevata a pieve, originariamente dedicata alla Beata Vergine Maria, ma si ipotizza in epoca paleocristiana, tra il IV e il VI secolo.
Nel Basso Medioevo la pieve fu beneficaria di varie donazioni, tra cui una del 1399 di cui si legge nel testamento di tale Bartolomeo di Vendramin, e una del 1418.

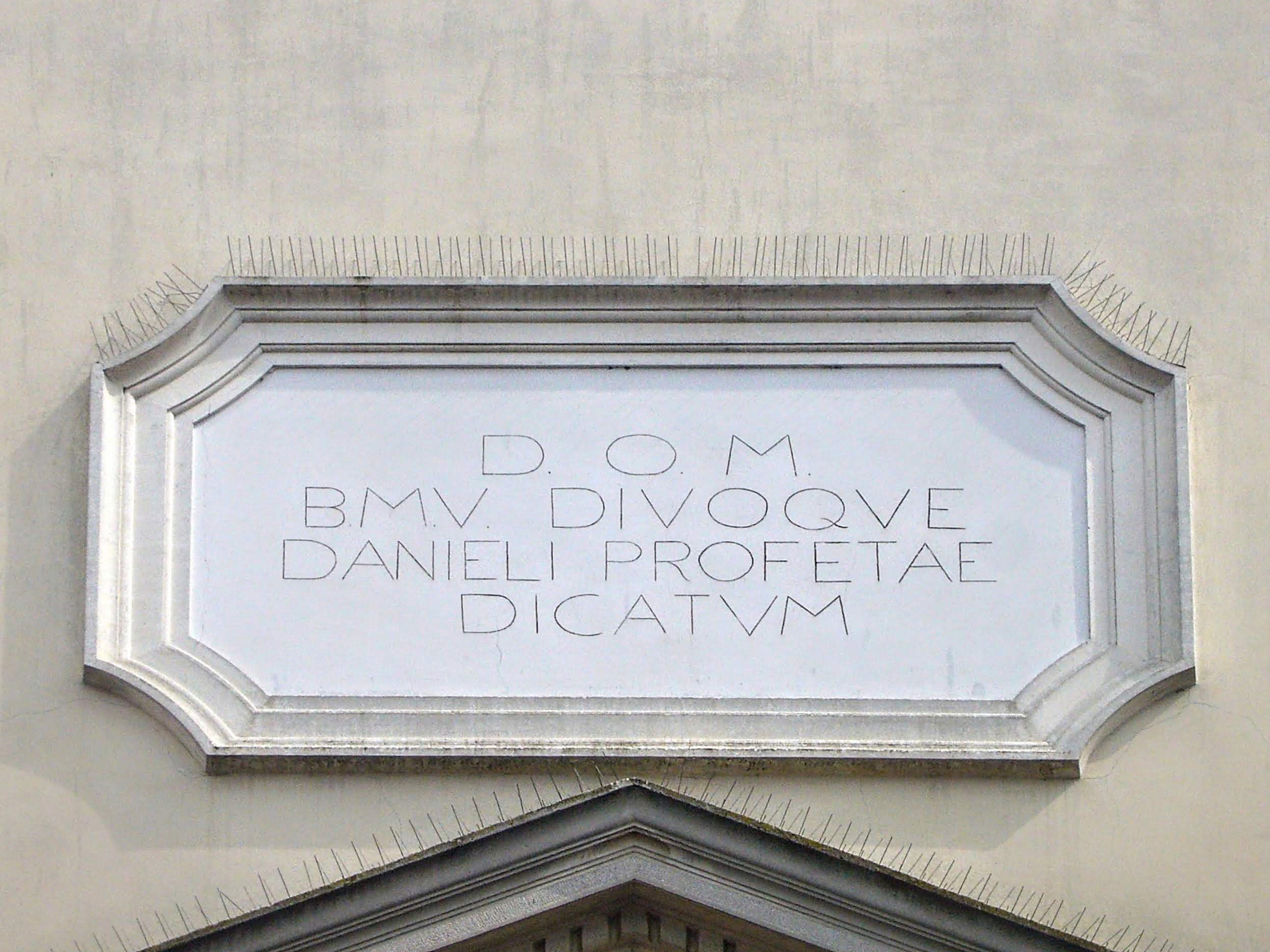
La lapide dedicatoria sopra il portale

Successivamente al Concilio di Trento la chiesa venne interessata da alcuni interventi di rinnovamento, in occasione dei quali si provvide a restaurare il campanile e ad ampliare la navata; alla fine del Seicento l'edificio fu nuovamente ingrandito su iniziativa del pievano Melchior Novello.
A giugno 1918, uno degli ultimi mesi di guerra, la chiesa venne gravemente danneggiata dagli eventi bellici; i lavori di ricostruzione e di ripristino furono condotti tra la primavera e l'autunno del 1923.
Tra gli anni settanta e anni ottanta si provvide ad eseguire l'adeguamento litrugico secondo le norme postconciliari, in occasione del quale si procedette ad installare l'altare rivolto verso l'assemblea e l'ambone.

## Descrizione

### Esterno

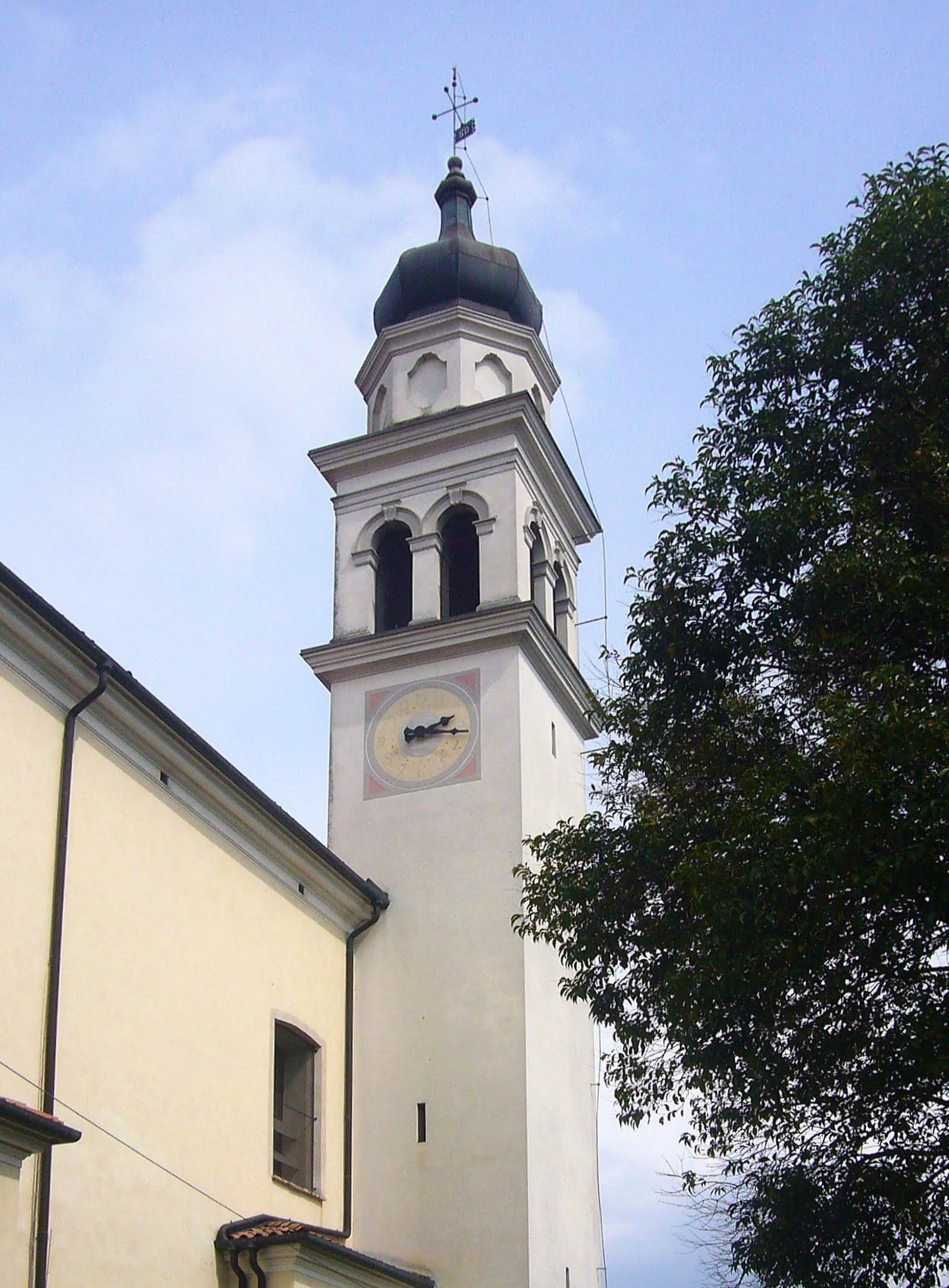
Il campanile

La facciata a capanna della chiesa, rivolta a occidente e scandita da quattro lesene ioniche sorreggenti il frontone dentellato in cui s'apre un oculo, presenta al centro il portale d'ingresso, sormontato dal timpano triangolare spezzato e da una lapide dedicatoria con la scritta "DOM B. M. V. DIVOQUE DANIELI DICATUM".
Accanto alla parrocchiale si erge il campanile a pianta quadrata, la cui cella presenta su ogni lato una bifora ed è coronata dalla cupola a cipolla poggiante sul tamburo a base ottagonale.

### Interno
L'interno dell'edificio si compone di un'unica navata, sulla quale si affacciano le cappelle laterali introdotte da archi a tutto sesto e le cui pareti, suddivise in due registri, sono scandite da paraste sorreggenti la trabeazione modanata e aggettante sopra la quale si imposta l'ordine superiore, caratterizzato dalle finestre; al termine dell'aula si sviluppa il presbiterio, rialzato di alcuni gradini e chiuso dall'abside semicircolare. Nella chiesa è presente un organo a canne a due manuali restaurato nel 1986 composto dal primo manuale risalente alla fine del 700.